# Леваневський Сигізмунд Олександрович

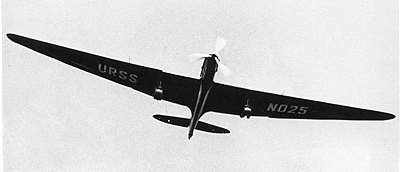
Літак АНТ-25 в польоті

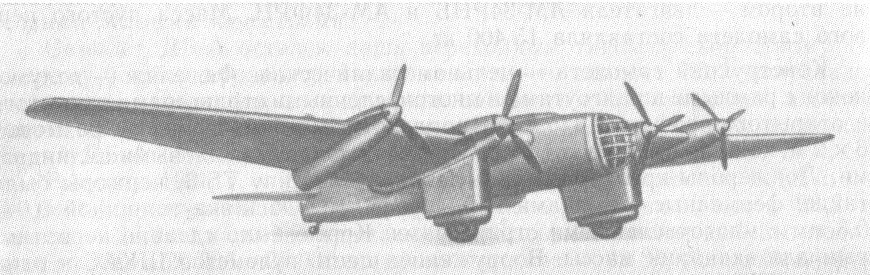
Літак ДБ-А «СССР Н-209»

Полтава. Пам'ятний знак на честь Сігізмунда Леваневського

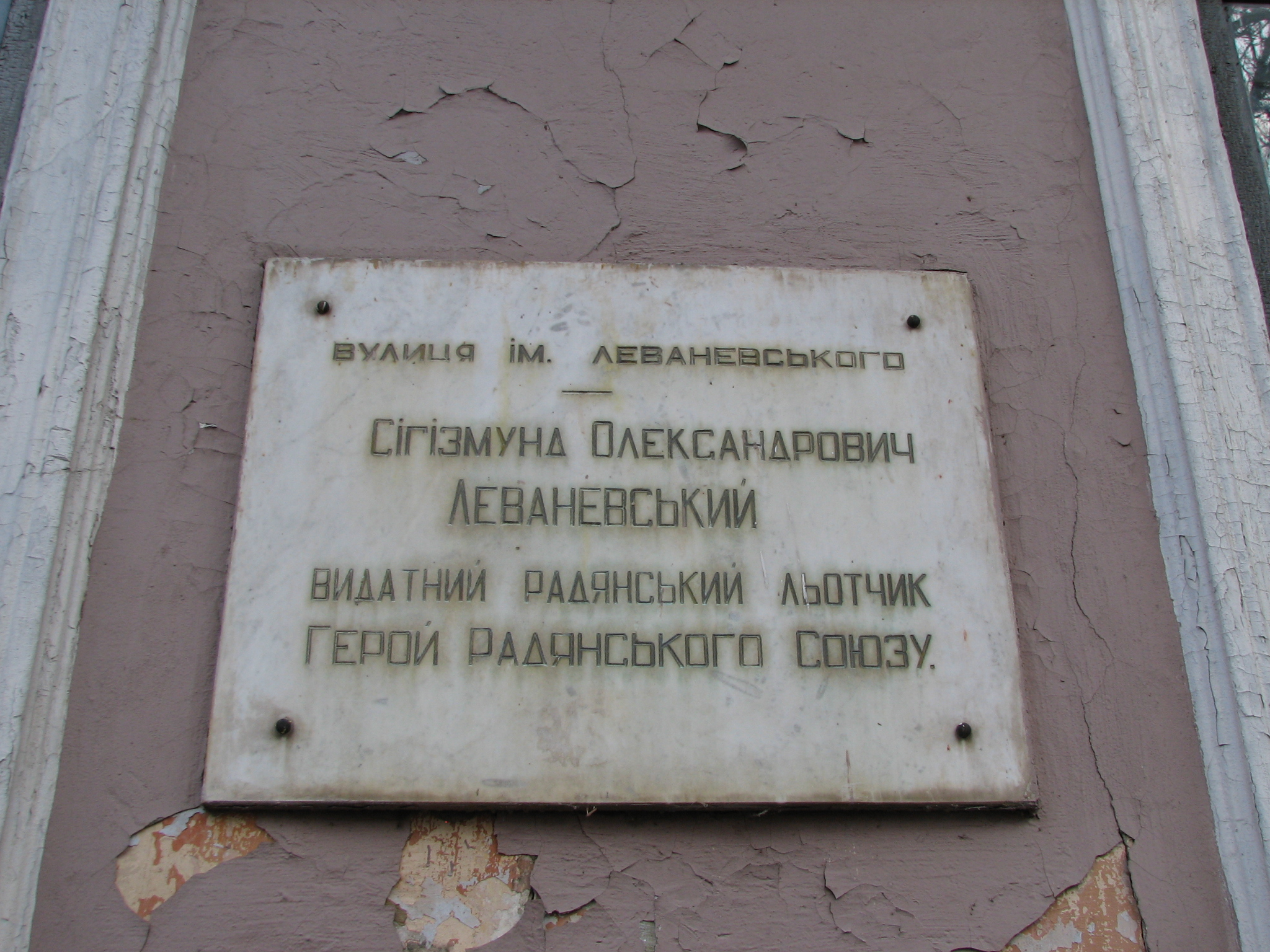
Полтава, пам'ятна дошка на вулиці ім. Леваневського

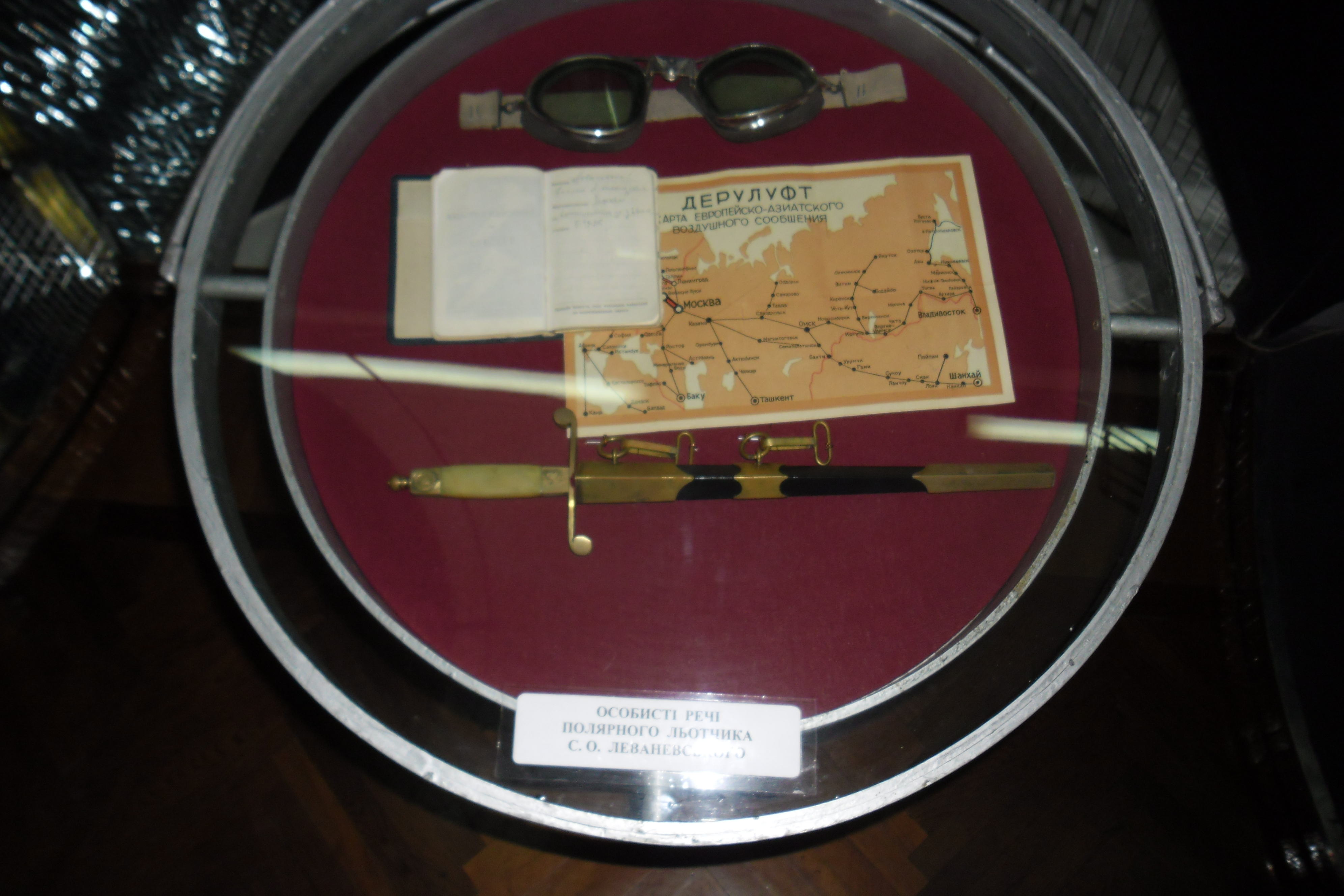
Особисті речі С. О. Леваневського. Полтавський музей авіації та космонавтики

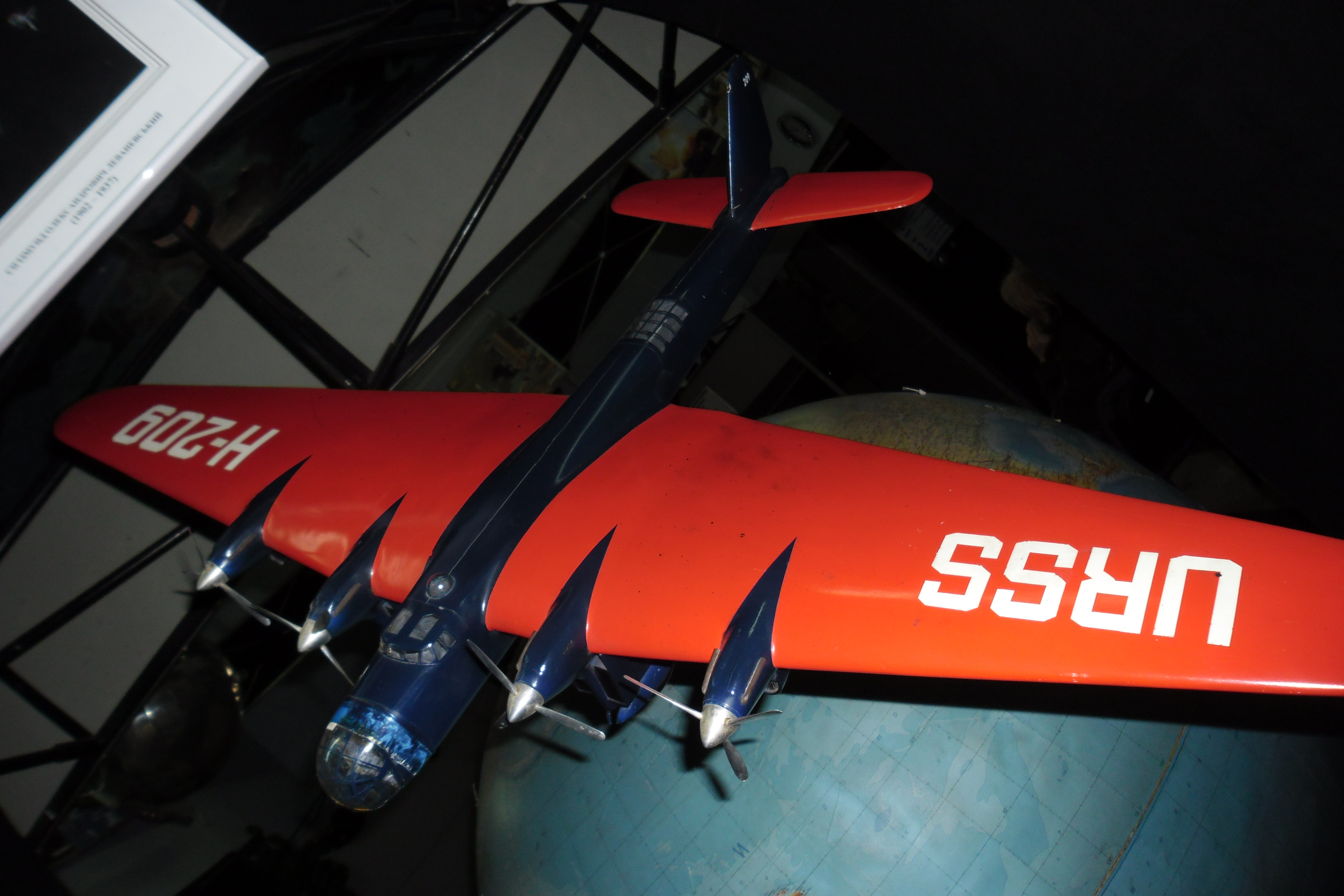
Макет ДБ-А Н-209. Полтавський музей космонавтики

Леване́вський Сигізму́нд Олекса́ндрович (пол. Zygmunt Lewoniewski, рос. Леване́вский Сигизму́нд Алекса́ндрович; 2 [15] травня 1902 — 13 серпня 1937 (ймовірно)) — радянський льотчик польського походження, Герой Радянського Союзу (1934).

## Біографія
Сигізмунд Леваневський народився в 1902 році в Санкт-Петербурзі в сім'ї збіднілого польського шляхтича. За словами самого Леваневського, його батько працював двірником і помер, коли Леваневському було вісім років. Деякий час потому жив у с. Сокулка Гродненської губернії (нині м. Сокулки, Польща). У 1916 році закінчив три класи повітового училища. Працював на заводі АТ «Ресора».
У жовтні 1917 року вступив до Червоної гвардії, а з 1918 року вже в Червоній армії. Був командиром роти, батальйону, полку на Східному фронті. Від 1921 року — завідувач господарської частини повітряно-плавального загону в Петрограді. Восени 1923 року відряджений до Севастопольської вищої школи морських льотчиків. У 1925 році закінчив курс навчання й служив у цій же школі льотчиком-інструктором.
У 1928 році звільнився в запас і працював льотчиком-інструктором у Миколаївській школі Товариства сприяння авіації та хімічній промисловості (Тсавіахім; рос. скорочення — Осоавиахим). В 1929 році з дружиною і дітьми переїхав до Полтави, де в 1931–1932 роках займав посаду начальника льотної частини Центральної Всеукраїнської школи пілотів ТСОАВІАХІМу в Полтаві.
У 1933 році став льотчиком Управління полярної авіації Главпівнічморшляху. Влітку цього ж року переправив гідролітак Dornier Wal із Севастополя в Хабаровськ (РРФСР), а потім на цьому ж літаку разом із штурманом Віктором Левченком (1906–1937, українець, закінчив Севастопольську вищу школу морських льотчиків; став незмінним штурманом у Леваневського в його найризикованіших польотах) вилетів на допомогу американському пілотові Джиммі Маттерну, який зробив аварійну посадку в районі річки Анадир під час спроби навколосвітнього перельоту. 20 липня 1933 року літак Леваневського доставив американця в місто Ном на Алясці (США). Цього ж року на цьому ж літаку забрав з острова Врангель групу учасників тамтешньої експедиції. За мужність і героїзм був нагороджений (разом із Віктором Левченком) орденом Червоної Зірки. Повернувся до Полтави, здійснив кілька агітаційних перельотів територією УСРР.
Взимку 1934 року, дізнавшися про те, що пароплав «Челюскін» був затертий льодами, за власною ініціативою повідомив Москву, що готовий летіти на допомогу потерпілим. Разом з керівником рятувальної операції Георгієм Ушаковим був пароплавом направлений до США, щоб з боку Аляски на закупленому в США літаку дістатися району аварії. 29 березня 1934 вилетів з Ному (Аляска, США) до миса Ванкарема (Чукотський півострів, РРФСР). Через складні метеорологічні умови під час польоту і посадки літак зазнав істотних ушкоджень, а сам Леваневський був поранений і не зміг летіти далі. Проте головне завдання — доставку до Ванкарема Г. Ушакова — було виконано. Дещо пізніше доставив хірурга в бухту Лаврентія, де перебували кілька хворих челюскінців.
Був у числі перших семи Героїв Радянського Союзу («Золоту Зірку» № 2, указ від 20 квітня 1934 року). Після повернення до Полтави його іменем було названо вулицю, де він жив, та село у Кобеляцькому районі.
27 червня 1934 року у складі делегації СРСР брав участь у Міжнародній авіаційній виставці у Великій Британії. На зворотному шляху відвідав у Польщі матір і сестру, які емігрували туди в 1919 році разом зі старшим братом Леваневського — Юзефом (Jozef; з 1924 року був льотчиком, загинув 11 вересня 1933 року у авіакатастрофі під час перельоту Варшава — Омськ, що був етапом у підготовці до навколосвітнього польоту). 1934 поступив до Військово-повітряної академії РСЧА імені М. Жуковського. 1935 року опублікував книгу про свій політ на Аляску — «Моя стихия», а також заяву в газету «Правда» про намір здійснити політ до США через Північний полюс.
Після невдалої спроби реалізувати задумане на літаку АНТ-25 й зустрічі з цього приводу з Йосипом Сталіном був улітку 1936 року разом з Левченком відряджений до США для ознайомлення та можливої закупівлі там гідролітаків. У серпні—вересні цього ж року на гідролітаку «Уолті» (штурман — В. Левченко) здійснив переліт Лос-Анджелес — Сан-Франциско (обидва — США) — Уелен (Чукотський автономний округ Магаданської обл., РРФСР) — Якутськ (Республіка Саха (Якутія)) — Свердловськ (нині м. Єкатеринбург) — Москва. Загальна протяжність перельоту — 19 тис. км. За цей переліт був нагороджений орденом Трудового Червоного Прапора (В. Левченко — орденом Леніна). У квітні—травні 1937 року випробовував поблизу Севастополя амфібію Sikorsky S-43 та літаюний човен Duglas DF, а влітку отримав дозвіл здійснити 3-й в історії і 3-й у цьому році (слідом за В. Чкаловим і М. Громовим) переліт до США через Північний полюс.
12 серпня на новоствореному літаку ДБ-А «СССР Н-209» (ДБ-А — рос. абревіатура від слів: дальний бомбардировщик-академия), який на його вимогу був пофарбований у кольори його фамільного герба — червоний і синій, разом з екіпажем із 6 осіб стартував за маршрутом Москва — Архангельськ — острів Рудольфа — Північний полюс — Фербенкс (шт. Аляска, США). Надвечір 13 серпня надіслав радіограму, і після цього зв'язок з його літаком було втрачено. Пошуки екіпажу як з території СРСР, так і США, тривали багато місяців, однак не мали позитивних результатів.
Різного роду гіпотези щодо можливого місця падіння літака Леваневського, зокрема в Якутії чи на Алясці, час від часу з'являлися в літературі й ставали поштовхом до здійснення відповідних пошукових експедицій.

## Посмертне вшанування
На честь Леваневського названі вулиці, провулки в багатьох населених пунктах України. Зокрема в містах: Бахмут, Бердянськ, Березна, Біла Церква, Васильків, Вовчанськ, Вознесенськ, Вороніж, Дніпро, Донецьк, Запоріжжя, Кам'янець-Подільський, Київ, Кодима, Костянтинівка, Краматорськ, Кропивницький, Луганськ, Макіївка, Марганець, Маріуполь, Мелітополь, Миколаїв, Миргород, Миронівка, Нікополь, Нова Одеса, Новгород-Сіверський, Новоград-Волинський, Новомосковськ, Панютине, Полтава, Севастополь, Сміла, Суми, Умань, Харцизьк, Хрустальний, Ясинувата та інших.
У Полтаві на вулиці, що носить його ім'я, зберігся будинок, споруджений у кінці ХІХ століття, у якому жив С. О. Леваневський (№ 17) мешкаючи у Полтаві. Будинок був залишений за сім'єю в довічне користування.
Його ім'я було також присвоєно новоствореному (1938) у м. Миколаєві Військово-морському авіаційному училищу. Також в Миколаєві, окрім вулиці Леваневського у Корабельному районі міста є вулиця Леваневців у мікрорайоні Леваневського (місце розташування вищезгаданого училища).
Іменами членів екіпажу літака ДБ-А «СССР Н-209» були названі кілька географічних точок в архіпелазі Земля Франца-Йосифа, зокрема: ім'ям Леваневського — острів, ім'ям Левченка — мис.
На фасаді будинку № 17 по вулиці Леваневського в Полтаві у 1991 року встановлено меморіальну дошку.
В пам'ять про перерваний переліт Москва — Північний полюс — Сан-Франциско (США) в 1935 році була випущена поштова марка з портретом льотчика, яка нині є філателістичною рідкістю.